# Monique Garbrecht-Enfeldt
Monique Garbrecht-Enfeldt (nacida como Monique Garbrecht, Potsdam, RDA, 11 de diciembre de 1968) es una deportista alemana que compitió en patinaje de velocidad sobre hielo. 
Participó en cuatro Juegos Olímpicos de Invierno, obteniendo dos medallas, bronce en Albertville 1992, en los 1000 m, y plata en Salt Lake City 2002, en 500 m, el quinto lugar en Lillehammer 1994 (1000 m) y el octavo en Nagano 1998 (500 m).
Ganó seis medallas en el Campeonato Mundial de Patinaje de Velocidad sobre Hielo en Distancia Individual entre los años 1999 y 2003, y cinco medallas de oro en el Campeonato Mundial de Patinaje de Velocidad sobre Hielo en Distancia Corta entre los años 1991 y 2003.

## Palmarés internacional
| Juegos Olímpicos                           | Juegos Olímpicos                | Juegos Olímpicos  | Juegos Olímpicos      |
| Año                                        | Lugar                           | Medalla           | Prueba                |
| ------------------------------------------ | ------------------------------- | ----------------- | --------------------- |
| 1992                                       | Albertville (Francia)           | Medalla de bronce | 1000 m                |
| 2002                                       | Salt Lake City (Estados Unidos) | Medalla de plata  | 500 m                 |
| Campeonato Mundial en Distancia Individual |                                 |                   |                       |
| Año                                        | Lugar                           | Medalla           | Prueba                |
| 1999                                       | Heerenveen (Países Bajos)       | Medalla de plata  | 1000 m                |
| 2000                                       | Nagano (Japón)                  | Medalla de oro    | 500 m                 |
| 2000                                       | Nagano (Japón)                  | Medalla de oro    | 1000 m                |
| 2001                                       | Salt Lake City (Estados Unidos) | Medalla de oro    | 1000 m                |
| 2001                                       | Salt Lake City (Estados Unidos) | Medalla de plata  | 500 m                 |
| 2003                                       | Berlín (Alemania)               | Medalla de oro    | 500 m                 |
| Campeonato Mundial en Distancia Corta      |                                 |                   |                       |
| Año                                        | Lugar                           | Medalla           | Prueba                |
| 1991                                       | Inzell (Alemania)               | Medalla de oro    | Clasificación general |
| 1999                                       | Calgary (Canadá)                | Medalla de oro    | Clasificación general |
| 2000                                       | Seúl (Corea del Sur)            | Medalla de oro    | Clasificación general |
| 2001                                       | Inzell (Alemania)               | Medalla de oro    | Clasificación general |
| 2003                                       | Calgary (Canadá)                | Medalla de oro    | Clasificación general |